# Compagnia dei Caravana

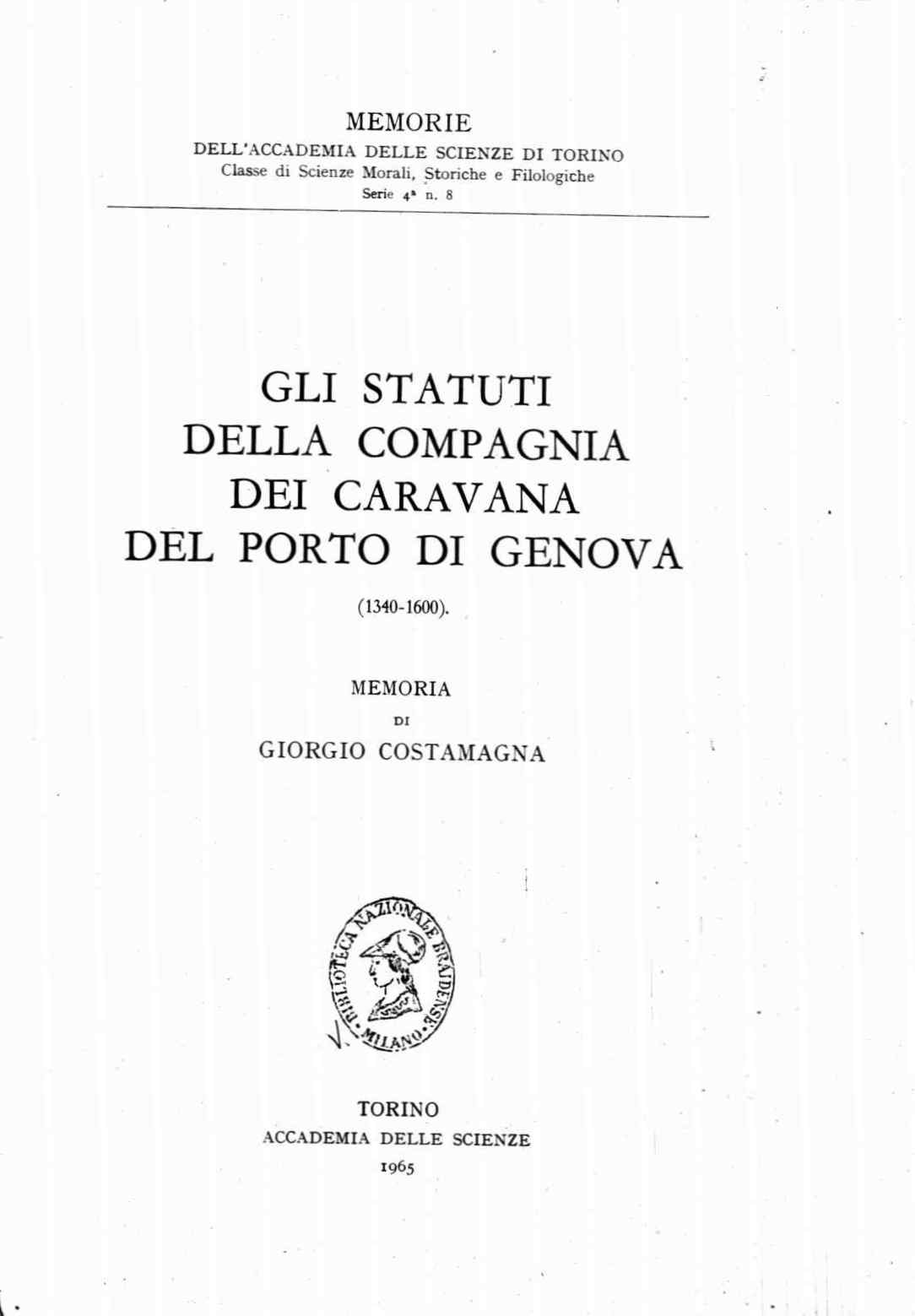
Giorgio Costamagna, Statuti della Compagnia dei Caravana del porto di Genova, 1965

La Compagnia dei Caravana è stata un'antica corporazione di lavoratori del porto di Genova. È stata sostituita, dall'immediato secondo dopoguerra, dalla Compagnia unica del porto di Genova.
Raggruppava gli scaricatori dello scalo ligure addetti al trasporto delle merci da bordo delle navi sulle banchine o viceversa.
Il particolare mestiere di scarico e/o carico dei più svariati tipi di mercanzia - sebbene i sistemi di manipolazione dei colli siano notevolmente cambiati con l'avvento di moderne gru in grado di manovrare giganteschi container - viene ancora praticato da coloro che, a Genova, venivano comunemente indicati fino a pochi decenni fa con il termine di camallo, sinonimo di lavoratore del porto.
All'interno della Compagnia vigeva un regolamento molto rigido che veniva applicato partendo dal presupposto che le virtù morali e sociali della Compagnia dovessero essere un caposaldo alla base dell'attività comune. Pesanti multe venivano ad esempio inflitte a coloro che si lasciavano andare a bestemmie contro la Madonna o che non partecipavano alle messe sociali celebrate nella cappella votiva della corporazione, all'interno della chiesa di Nostra Signora del Carmine.
Gli statuti della Compagnia dei Caravana - che, almeno inizialmente, comprendeva solo una parte dei lavoratori impegnati nei diversi pontili, ovvero quelli di Banchi, Pedaggio e Calcina - vennero firmati l'11 giugno 1340. Con essi il Comune concedeva ai soci della corporazione il diritto esclusivo allo scarico e al carico delle merci transitanti per la Dogana di Genova.
Alla Compagnia, in base a uno statuto entrato in vigore quasi centocinquant'anni dopo, nel 1487, e abolito solo a metà Ottocento, potevano appartenere solo soci provenienti dalle vallate situate intorno a Bergamo.
L'appartenenza al sodalizio avveniva per successione, a condizione che i figli nascessero nelle zone di origine dei padri e l'usanza di garantire ai figli il diritto di subentrare ai padri è in vigore nell'ambito della moderna Compagnia Unica dei Lavoratori delle Merci Varie del Porto.
Nella sostanza, lo scopo di questa regola era quello di assicurare che i cosiddetti portuali - tutti giovani di aspetto robusto e disposti ad un lavoro estremamente duro - fossero estranei, in quanto foresti, ad ogni tipo di lotta di parte tesa al predominio su quella che era un'attività centrale per la vita economica cittadina.